# Ermatingen
Ermatingen är en ort och kommun i distriktet Kreuzlingen i kantonen Thurgau, Schweiz. Kommunen har 3 769 invånare (2023).
Kommunen består av orterna Ermatingen och Triboltingen.